# Operatore lineare continuo
In analisi funzionale un operatore lineare continuo in uno spazio vettoriale topologico è una trasformazione lineare che è continua rispetto alla topologia presente. 

## Definizione
Un operatore lineare tra spazi vettoriali è una trasformazione lineare definita su una varietà lineare contenuta nello spazio vettoriale di partenza.
Un operatore lineare {\displaystyle A} è continuo in un punto {\displaystyle x_{0}} se per ogni intorno {\displaystyle V} di {\displaystyle y_{0}=Ax_{0}} esiste un intorno {\displaystyle U} di {\displaystyle x_{0}} tale che {\displaystyle Ax\in V} quando {\displaystyle x\in U}. In particolare, un operatore lineare {\displaystyle A} definito tra spazi normati {\displaystyle X_{1}} e {\displaystyle X_{2}} è continuo se per ogni {\displaystyle \varepsilon >0} esiste un numero {\displaystyle \delta >0} tale che:
{\displaystyle \|x_{1}-x_{2}\|_{1}<\delta \quad x_{1},x_{2}\in X_{1}}
implica:
{\displaystyle \|Ax_{1}-Ax_{2}\|_{2}<\varepsilon }
Data una trasformazione lineare tra spazi normati, essa è continua ovunque se e solo se è continua in un punto, ed è continua se e solo se è limitata.

## Operatori tra spazi di Banach
Particolare importanza ricoprono gli operatori tra spazi di Banach. Se {\displaystyle N} e {\displaystyle M} sono due spazi di Banach, la famiglia degli operatori lineari continui da {\displaystyle N} a {\displaystyle M} si indica con {\displaystyle {\mathcal {L}}(N,M)}. Se lo spazio {\displaystyle M} sono i numeri reali con la struttura euclidea, {\displaystyle {\mathcal {L}}(N,M)} è lo spazio duale topologico di {\displaystyle N}, indicato con {\displaystyle N'} e contenente i funzionali lineari continui definiti in {\displaystyle N} e a valori in {\displaystyle M}.

### Norma di un operatore
La norma di un operatore tra spazi normati si definisce come:
{\displaystyle \|A\|_{{\mathcal {L}}(N,M)}=\sup _{\|x\|_{N}\leq 1}\|Ax\|_{M}}
Per ogni {\displaystyle x} si ha:
{\displaystyle \|Ax\|\leq \|A\|\|x\|}
e di conseguenza:
{\displaystyle \|A(x-y)\|=\|Ax-Ay\|\leq \|A\|\|x-y\|}
Ogni operatore continuo è quindi lipschitziano.

### Proprietà
Per la norma di {\displaystyle A} risultano le seguenti identità:
{\displaystyle \|A\|=\sup _{\|x\|=1}\|Ax\|=\sup _{x\neq 0}{\frac {\|Ax\|}{\|x\|}}}
Per ogni vettore {\displaystyle x} esiste un operatore lineare continuo, non necessariamente unico, tale che:
{\displaystyle \|A\|=1\qquad \|Ax\|=\|x\|}
Questo risultato è un corollario del teorema di Hahn-Banach, e da esso deriva a sua volta il corollario della norma:
{\displaystyle \|x\|=\max _{\|A\|\leq 1}\|Ax\|}
Se {\displaystyle {\bar {F}}} è un sottospazio chiuso proprio di {\displaystyle N} esiste sempre un operatore {\displaystyle A} non identicamente nullo tale che il suo nucleo coincide con {\displaystyle {\bar {F}}}.
Se una successione {\displaystyle (A_{n})_{n}} di operatori continui converge puntualmente verso una funzione {\displaystyle A}, allora essa è lineare e continua e:
{\displaystyle \|A\|\leq \liminf _{n}\|A_{n}\|}

### Limitatezza e grafico
Il teorema della funzione aperta afferma che un operatore lineare continuo (e quindi limitato) tra spazi di Banach mappa insiemi aperti in insiemi aperti, ovvero è una funzione aperta. Come conseguenza, ogni applicazione lineare biettiva e continua tra spazi di Banach possiede un'inversa continua. 
Il teorema della funzione aperta permette inoltre di dimostrare il teorema del grafico chiuso. Si supponga che {\displaystyle X} e {\displaystyle Y} siano spazi di Banach, e che {\displaystyle T:X\to Y} sia un operatore lineare. Il teorema afferma che {\displaystyle T} è limitato se e solo se il suo grafico è chiuso nello spazio {\displaystyle X\times Y} dotato della topologia prodotto. Un suo corollario, il teorema di Hellinger-Toeplitz, mostra che un operatore simmetrico {\displaystyle A} definito su di uno spazio di Hilbert {\displaystyle H} è limitato. Questo risultato è di notevole importanza in fisica, dove si richiede una qualche forma di simmetria ad alcuni importanti operatori non limitati, come l'energia in meccanica quantistica, che non possono per questo essere definiti ovunque.

## Topologia operatoriale
Quando si trattano operatori lineari continui su spazi di Banach o di Hilbert è possibile definire diverse topologie a partire dalla convergenza di successioni di operatori. Sia {\displaystyle T_{n}} una successione di operatori lineari continui su uno spazio di Hilbert {\displaystyle H} (in modo equivalente si può considerare uno spazio di Banach).
- Si dice che {\displaystyle T_{n}} converge a {\displaystyle T} in {\displaystyle H} nella topologia operatoriale ordinaria o forte se:

{\displaystyle T_{n}x\to Tx\qquad \forall x\in H}
La topologia operatoriale ordinaria è la topologia localmente convessa meno fine sullo spazio degli operatori limitati definiti su uno spazio di Hilbert (o di Banach) tale per cui la mappa che associa ad un operatore la sua norma è continua per ogni elemento di {\displaystyle H}.
- Si dice che {\displaystyle T_{n}} converge a {\displaystyle T} in {\displaystyle H} nella topologia operatoriale debole se:

{\displaystyle F(T_{n}x)\to F(Tx)\qquad \forall F\in H^{*}}
In modo equivalente, {\displaystyle T_{n}} converge a {\displaystyle T} nella topologia iniziale di {\displaystyle H}. La topologia operatoriale debole è la topologia più debole sullo spazio degli operatori limitati definiti su uno spazio di Hilbert tale per cui la mappa che associa ad un operatore il numero {\displaystyle (Tx,y)} è continua per ogni coppia di elementi di {\displaystyle H}.
- Si dice che {\displaystyle T_{n}} converge a {\displaystyle T} in {\displaystyle H} nella topologia operatoriale uniforme se:

{\displaystyle \|T_{n}-T\|\to 0}
In modo equivalente:
{\displaystyle \sup _{|x|=1}\Vert T_{n}x-Tx\Vert _{H}\to 0}
Tale topologia è più fine delle precedenti.
La convergenza nella topologia operatoriale uniforme implica quella ordinaria, che a sua volta implica quella debole. Inoltre ogni limite, se esiste, è unico.